# Історія Катару
Історія Катару — історичний розвиток держави Катар від давнини до сьогодення.
Катар був відомий від середини XVIII століття завдяки здобичі перлів, але аж до початку XX століття лишався найбіднішою державою у Перській затоці.
В середині XVIII ст. серед місцевих родів привілейоване становище здобуло сімейство Аль Тані, представники якого й почали управляти країною приблизно за 100 років.

## XX—XXI століття
До 1915 року в Досі базувався османський гарнізон. З одного боку, османська присутність винищувала катарських емірів, посилювало їхній вплив у регіоні. З іншого ж боку, усі країни Перської затоки, крім Катару, перебували під контролем Великої Британії, тоді як Османська імперія воювала проти Британії у Першій Світовій війні.
Вигнання османського гарнізону з Дохи в 1915 році було вчасним і мудрим рішенням місцевих очільників. 1916 року емір Катару (як і правителі решти країн Перської затоки) підписав Особливу угоду, за якою Велика Британія гарантувала Катару безпеку, а Катар, своєю чергою, присягався не вступати в жодні зносини з іншими державами без дозволу на те британського уряду. Ця угода була розширена і подовжена у 1934 році.
Життя катарців лишалось важким і до того, як завалився світовий ринок перлів у 1930 році. А тоді вже в країні взагалі запанували бідність, голод і хвороби. Са́ме тому емір радо зустрів нафторозвідників, що з'явилися в Катарі на початку 1930 року.
У 1935 році було оформлено концесію, а першу нафту виявлено 1939 року.
У зв'язку з розв'язанням Другої Світової війни промисловий добуток нафти в Катарі розпочався лише за 10 років від виявлення ресурсу в країні.
У 1949 році шейх Абдулла відрікся від престолу на користь свого сина Алі, який керував країною до 1960 року. За його правління прибутки Катару від продажу нафти вперше почали спрямовуватися на охорону здоров'я, освіту, будівництво доріг тощо. Сам емір Алі не дуже цікавився справами, і головною особою в тодішньому уряді був його племінник, нині панівний емір Халіфа бін Хамад Аль Тані.
Емір Алі зрікся престолу на користь свого сина Ахмеда, який узагалі не переймався державними справами. За еміра Ахмеда Халіфа був прем'єр-міністром.
Коли Велика Британія оголосила про те, що піде з регіону до кінця 1971 року, Катар розпочав перемовини щодо створення конфедерації з Бахрейном і Об'єднаними Арабськими Еміратами. Згодом Бахрейн вийшов з переговорного процесу, а 3 вересня 1971 року про свою незалежність оголосив Катар.
З пів року після цієї знаменної події Халіфа, що вже майже півтора десятиліття управляв країною, внаслідок палацового заколоту прийняв титул еміра. Королівська родина практично в повному складі схвалила складення повноважень Ахмедом.